# Howard Hanson
Howard Harold Hanson (Wahoo (Nebraska), 28 oktober 1896 - Rochester (New York), 26 februari 1981) was een Amerikaans componist, dirigent, pianist, muziekpedagoog en bestuurder in de muzieksector.

## Levensloop
Hij groeide op als zoon van Zweedse immigranten in een kleine Lutherse gemeente in Nebraska. Van zijn moeder kreeg hij zijn eerste muziekles. Hij behaalde in 1911 het middelbare-schooldiploma aan het Luther College in Wahoo. In 1914 begon hij de pianostudie bij de componist Percy Goetschius aan de Juilliard School of Music in New York. Hij studeerde vervolgens compositie aan de Northwestern University in Chicago bij de kerkmuziek-expert Peter Lutkin en bij Arne Oldberg. Ook studeerde hij cello. Hij behaalde zijn bachelor in 1916.
Aansluitend werkte hij drie jaar aan deze universiteit als docent. Vervolgens ging hij naar het Conservatory of Fine Arts in Californië, waar hij muziektheorie en compositie doceerde en in 1921 decaan werd. In hetzelfde jaar won hij als eerste de Amerikaanse Rome Prize die de American Academy in Rome hem toekende voor zijn muziek voor het ballet Californian Forest Play. Van 1921 tot 1924 verbleef hij in Rome. Gedurende deze tijd studeerde hij ook orkestratie en instrumentatie bij Ottorino Respighi.
Terug in de VS begon zijn carrière als dirigent toen hij voor het New York Symphony Orchestra  stond voor de uitvoering van zijn symfonisch gedicht North and West. In 1924 dirigeerde hij eveneens in Rochester, New York, zijn Symphony No. 1 - "Nordic", die de bijzondere aandacht trok van George Eastman, de stichter van de Eastman Kodak Company. Die haalde Hanson als directeur naar de befaamde Eastman School of Music, een onderdeel van de University of Rochester. Hanson vervulde deze functie veertig jaar, van 1924 tot 1964. In 1925 initieerde hij de 'American Composers Orchestral Concerts' en stichtte het Eastman-Rochester Symphony Orchestra, waarin de voornaamste musici uit het Rochester Philharmonic Orchestra meespeelden met geselecteerde studenten van de Eastman School of Music.
In de loop van zijn carrière ontving hij belangrijke prijzen en onderscheidingen. Hij was de eerste die een Pulitzer-prijs voor muziek kreeg, voor zijn Vierde symfonie in 1944. Zijn muzikale taal is beïnvloed door een romantische grondhouding met het flair van het Amerikaanse Noorden alsook een tintje van de Noord-Europese symfonici, in het bijzonder van Jean Sibelius.

## Composities
Hanson componeerde in alle genres, maar vaak maar één compositie per genre (1 concert, 1 strijkkwartet en 1 opera). Wel voltooide hij zeven symfonieën, waaronder de bovengenoemde Nordic. 